# Clydonodozus griseiceps
Clydonodozus griseiceps är en tvåvingeart som beskrevs av de Meijere 1916. Clydonodozus griseiceps ingår i släktet Clydonodozus och familjen småharkrankar. Inga underarter finns listade i Catalogue of Life.